# Pedicularis habachanensis
Pedicularis habachanensis är en snyltrotsväxtart. Pedicularis habachanensis ingår i släktet spiror, och familjen snyltrotsväxter.

## Underarter
Arten delas in i följande underarter:
- P. h. habachanensis
- P. h. multipinnata